# Adiponektin

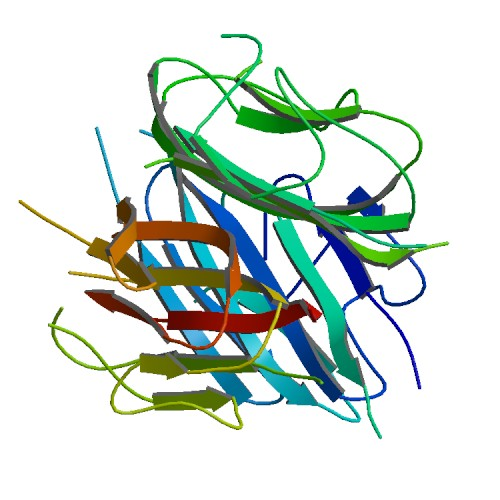
Struktura adiponektinu

Adiponektin je protein, který je tvořený v adipocytech. Patří do početné skupiny adipokinů, tzn. proteinů tvořených tukovou tkání. Adiponektin byl objeven v polovině 90. let 20. století a dodnes patří k nejintenzivněji zkoumaným adipokinům.

## Struktura
Adiponektin je protein o 244 aminokyselinách. Gen pro adiponektin je lokalizován na 3. chromozomu, lokus 3q27. Existují čtyři typy mutací tohoto genu. Molekula adiponektinu sestává ze dvou strukturálně odlišných domén – kolagen-like doména a komplement C1q-like globulární doména. V organismu nalezneme adiponektin ve dvou formách – jako trimer (nízkomolekulární forma – LMW, převážně v cirkulaci) a jako hexamer, složený ze dvou trimerů spojených disulfidickými vazbami (vysokomolekulární forma – HMW, lokalizována převážně intracelulárně).

## Hladiny adiponektinu
Adiponektin je nejhojnější produkt tukové tkáně, zahrnuje 0,01 % všech proteinů plazmy, jeho hladiny se pohybují v rozmezí 5–10 mg/l. Koncentrace adiponektinu klesá s věkem a je o cca 40 % vyšší u žen než u mužů (to souvisí s celkově vyšším objemem tukové tkáně u žen než u mužů). Exprese adiponektinu podléhá cirkadiánním rytmům, propad jeho koncentrací můžeme vysledovat v noci a brzy ráno.
Jeho hladiny negativně korelují s BMI, obsahem viscerálního tuku, celkovým podílem tukové tkáně v organismu, kouřením, přítomností diabetes mellitus, inzulínové rezistence, hypertenze a ischemické choroby srdeční, hladinou C-reaktivního proteinu a triacylglycerolů. Stejně tak zvýšená aktivita sympatiku snižuje hladiny adiponektinu.

## Mechanismus účinku
Adiponektin působí přes své specifické receptory. Existují dva typy těchto receptorů – AdipoR1 a AdipoR2. Receptory jsou exprimovány ubikvitárně ve většině tkání ((β-buňky pankreatu, srdeční svalovina, makrofágy, aterosklerotické léze), převážně však v kosterních svalech (AdipoR1) a játrech (AdipoR2). Adiponektinové receptory jsou strukturálně podobné G-proteinům (obsahují sedm transmembránových domén), jejich funkce je však velmi odlišná. Navázáním adiponektinu na receptory aktivuje početné signální dráhy v buňce, především prostřednictvím PPARα či AMPK.

## Funkce adiponektinu
Adiponektin plní v organismu množství rozličných funkcí.
- Adiponektin inhibuje proliferaci a migraci hladkých svalových buněk. Chrání před rozvojem aterogenních změn, inhibuje přeměnu makrofágů na pěnové buňky.
- Potlačuje produkci reaktivních kyslíkových radikálů, která je vyvolána vysokou hladinou glukózy v endoteliálních buňkách.
- Snižuje hladiny adhezivních molekul (snížení přichycení cholesterolu a makrofágů na aterosklerotické léze).
- Stimuluje produkci interleukinů IL-1 a IL-10 (protizánětlivé faktory tvořené makrofágy).
- Adiponektin je důležitým regulátorem eNOS (endoteliální syntáza oxidu dusnatého), což je klíčový determinant endoteliální funkce a angiogeneze.
- Adiponektin má protizánětlivý a protiapoptotický efekt.
- Zvyšuje β-oxidaci ve svalech [20]. Tímto zvýšením zlepšuje inzulínovou rezistenci ve svalech a játrech.
- Zvyšuje oxidaci mastných kyselin ve svalech, snižuje plazmatické hladiny glukózy, triacylglycerolů a volných mastných kyselin.
- Adiponektin se kumuluje v cévních zraněních. Mohl by být proto použitelný jako marker časného stádia aterosklerózy.

## Shrnutí
Adiponektin působí jako ochranný faktor proti změnám, které jsou zapříčiněny obezitou a rozvinutým metabolickým syndromem. Při stálém stavu organismu (přítomnost obezity a metabolického syndromu) však nestačí na udržení fyziologického stavu a dochází k patologickým změnám spojeným s obezitou.